# Vierschanzentournee 2007/08
Die 56. Vierschanzentournee 2007/08 ist Teil des Skisprung-Weltcups 2007/2008. Das Springen in Oberstdorf fand am 30. Dezember, das in Garmisch-Partenkirchen am 1. Januar statt. Der Wettkampf in Innsbruck sollte am 4. Januar stattfinden, musste jedoch wegen starken Windes abgesagt werden. Stattdessen wurden in Bischofshofen zwei Springen durchgeführt, das Erste am 5. Januar, das Zweite am Tag darauf.
Gesamtsieger wurde der Finne Janne Ahonen, der mit seinem fünften Gesamterfolg nun alleiniger Rekordsieger in der Geschichte der Tournee ist. Auf den Plätzen folgten der Österreicher Thomas Morgenstern und der Deutsche Michael Neumayer.

## Teilnehmer
| Nation      | Athleten |
| ----------- | --- |
| Deutschland | Severin Freund, Stephan Hocke, Kevin Horlacher, Julian Musiol, Michael Neumayer, Jörg Ritzerfeld, Martin Schmitt, Felix Schoft, Erik Simon, Georg Späth, Michael Uhrmann, Christian Ulmer, Andreas Wank                        |
| Österreich  | Manuel Fettner, Martin Höllwarth, Mario Innauer, Stefan Kaiser, Martin Koch, Andreas Kofler, Wolfgang Loitzl, Thomas Morgenstern, Roland Müller, Arthur Pauli, Gregor Schlierenzauer, Balthasar Schneider, Thomas Thurnbichler |
| Belarus     | Maksim Anissimau |
| Estland     | Illimar Pärn |
| Finnland    | Janne Ahonen, Janne Happonen, Matti Hautamäki, Arttu Lappi, Ville Larinto, Veli-Matti Lindström, Sami Niemi |
| Frankreich  | Emmanuel Chedal, Vincent Descombes Sevoie, David Lazzaroni |
| Italien     | Sebastian Colloredo, Andrea Morassi |
| Japan       | Daiki Itō, Noriaki Kasai, Taku Takeuchi, Shōhei Tochimoto, Fumihisa Yumoto |
| Kasachstan  | Nikolai Karpenko, Alexei Koroljow, Radik Schaparow, Assan Toqtaqynow |
| Norwegen    | Anders Bardal, Tom Hilde, Anders Jacobsen, Roar Ljøkelsøy, Bjørn Einar Romøren, Andreas Vilberg, Sigurd Pettersen |
| Polen       | Marcin Bachleda, Maciej Kot, Adam Małysz, Kamil Stoch |
| Russland    | Pawel Karelin, Denis Kornilow, Dmitri Ipatow, Ilja Rosljakow, Dmitri Wassiljew |
| Schweden    | Andreas Arén, Johan Eriksson |
| Schweiz     | Simon Ammann, Andreas Küttel, Guido Landert |
| Slowakei    | Martin Mesík |
| Slowenien   | Jernej Damjan, Robert Kranjec, Primož Peterka, Primož Pikl, Jurij Tepeš |
| Südkorea    | Choi Heung-chul, Choi Seou |
| Tschechien  | Martin Cikl, Jakub Janda, Roman Koudelka, Jan Matura, Borek Sedlák |
| Ukraine     | Wolodymyr Boschtschuk, Oleksandr Lasarowytsch, Witalij Schumbarez |

## Oberstdorf
- Datum: 30. Dezember 2007
- Uhrzeit: 16:30 Uhr
- Land:  Deutschland
- Schanze: Schattenbergschanze

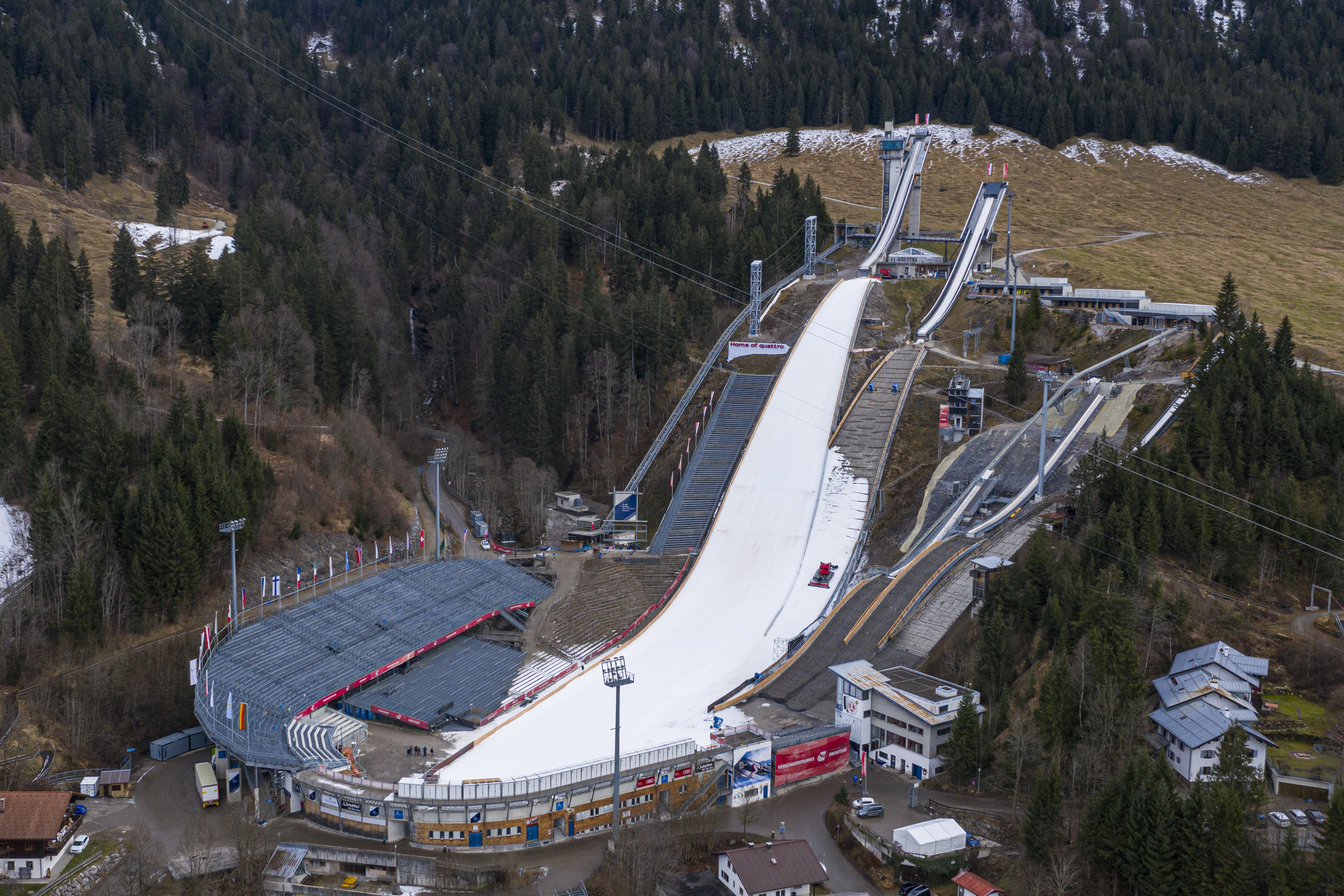
Die Schanze in Oberstdorf

- Rekordweite:  Sigurd Pettersen (30. Dezember 2003) – 143,5 Meter

| Pos. | Springer              | Land        | Punkte |
| ---- | --------------------- | ----------- | ------ |
| 1    | Thomas Morgenstern    | Österreich  | 295,9  |
| 2    | Gregor Schlierenzauer | Österreich  | 280,7  |
| 3    | Janne Ahonen          | Finnland    | 279,0  |
| 4    | Tom Hilde             | Norwegen    | 277,9  |
| 5    | Simon Ammann          | Schweiz     | 269,9  |
| 6    | Wolfgang Loitzl       | Österreich  | 269,4  |
| 7    | Michael Neumayer      | Deutschland | 259,5  |
| 8    | Anders Jacobsen       | Norwegen    | 258,3  |
| 9    | Arthur Pauli          | Österreich  | 258,2  |
| 10   | Andreas Küttel        | Schweiz     | 253,0  |
| 11   | Martin Schmitt        | Deutschland | 252,6  |
| 12   | Janne Happonen        | Finnland    | 252,5  |
| 13   | Dmitri Wassiljew      | Russland    | 248,3  |
| 14   | Jernej Damjan         | Slowenien   | 247,9  |
| 15   | Arttu Lappi           | Finnland    | 247,7  |

## Garmisch-Partenkirchen
- Datum: 1. Januar 2008
- Uhrzeit: 13:45 Uhr
- Land:  Deutschland
- Schanze: Große Olympiaschanze
- Rekordweite:  Gregor Schlierenzauer (1. Januar 2008) – 141,0 Meter

| Pos. | Springer              | Land        | Punkte |
| ---- | --------------------- | ----------- | ------ |
| 1    | Gregor Schlierenzauer | Österreich  | 274,4  |
| 2    | Janne Ahonen          | Finnland    | 272,7  |
| 3    | Michael Neumayer      | Deutschland | 258,6  |
| 4    | Roman Koudelka        | Tschechien  | 256,7  |
| 5    | Adam Małysz           | Polen       | 256,6  |
| 6    | Thomas Morgenstern    | Österreich  | 256,0  |
| 7    | Andreas Küttel        | Schweiz     | 253,2  |
| 8    | Tom Hilde             | Norwegen    | 251,7  |
| 9    | Simon Ammann          | Schweiz     | 247,4  |
| 10   | Wolfgang Loitzl       | Österreich  | 246,5  |
| 11   | Anders Bardal         | Norwegen    | 245,1  |
| 12   | Bjørn Einar Romøren   | Norwegen    | 242,6  |
| 13   | Dmitri Wassiljew      | Russland    | 240,2  |
| 14   | Martin Koch           | Österreich  | 239,7  |
| 15   | Jernej Damjan         | Slowenien   | 239,4  |

## Innsbruck
- Datum: 4. Januar 2008
- Uhrzeit: 13:45 Uhr
- Land:  Österreich
- Schanze: Bergiselschanze

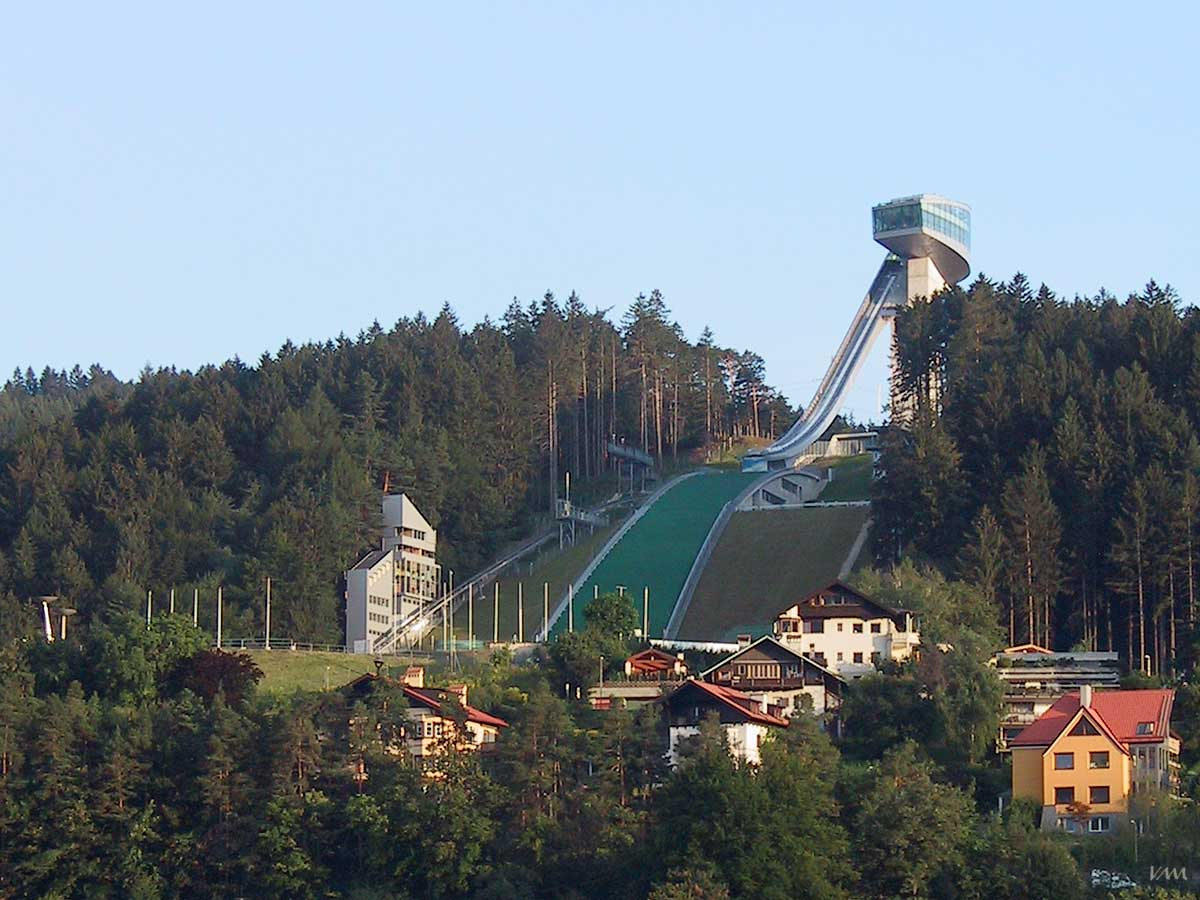
Die Schanze in Innsbruck

- Rekordweite:  Adam Małysz (11. September 2004) – 136 Meter

Das Springen wurde aufgrund eines Föhnsturms zum ersten Mal in der Geschichte abgesagt. Als Ersatz wurde am 5. Januar in Bischofshofen gesprungen.

## Bischofshofen(statt Innsbruck)
- Datum: 5. Januar 2008
- Uhrzeit: 16:00 Uhr
- Land:  Österreich

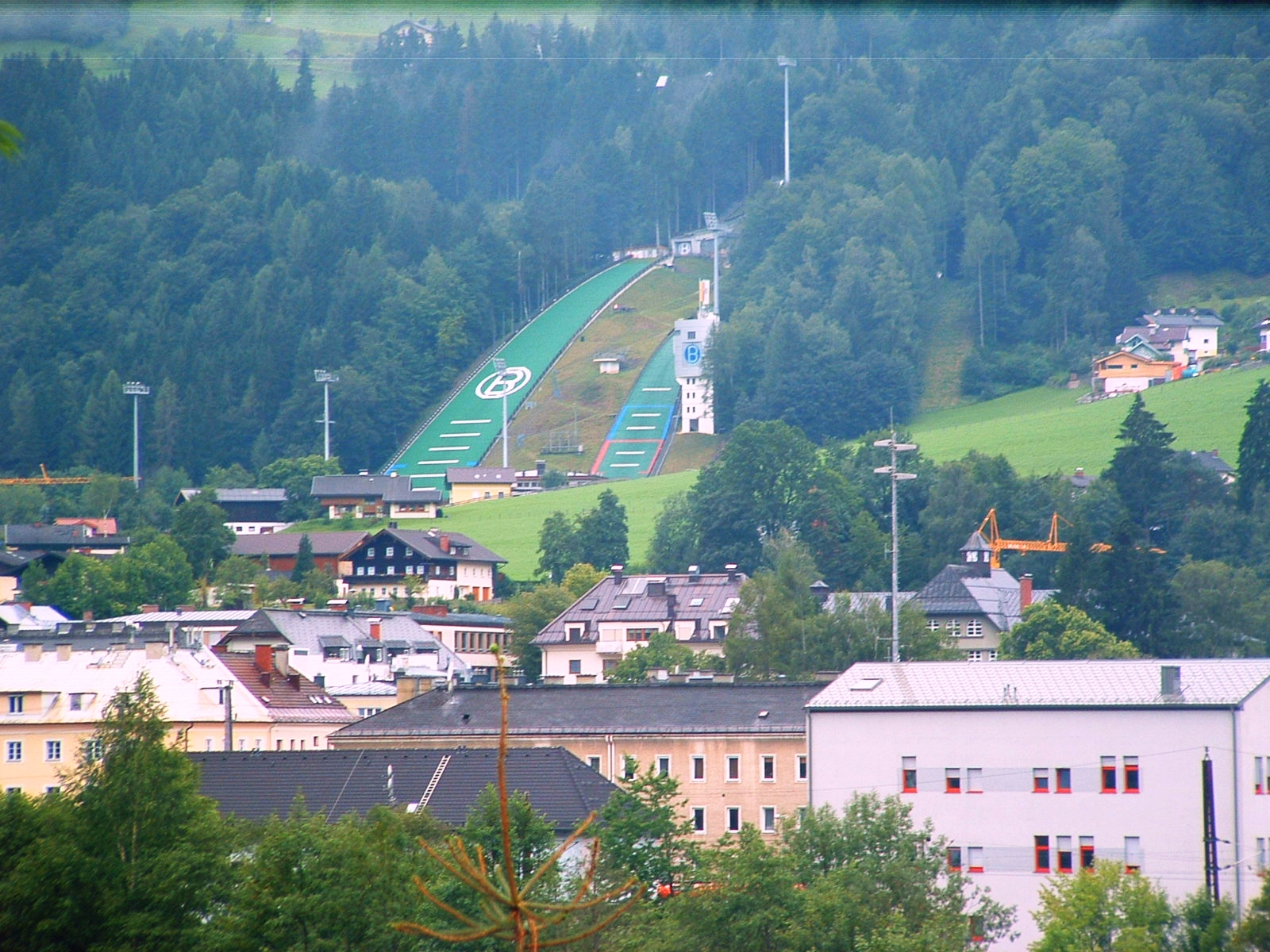
Die Schanze in Bischofshofen

- Schanze: Paul-Außerleitner-Schanze
- Rekordweite:  Gregor Schlierenzauer (5. Januar 2008) – 145,0 Meter

| Pos. | Springer              | Land        | Punkte |
| ---- | --------------------- | ----------- | ------ |
| 1    | Janne Ahonen          | Finnland    | 282,5  |
| 2    | Thomas Morgenstern    | Österreich  | 271,4  |
| 3    | Simon Ammann          | Schweiz     | 259,4  |
| 4    | Dmitri Wassiljew      | Russland    | 257,1  |
| 5    | Gregor Schlierenzauer | Österreich  | 256,6  |
| 6    | Tom Hilde             | Norwegen    | 253,5  |
| 7    | Michael Neumayer      | Deutschland | 249,6  |
| 8    | Wolfgang Loitzl       | Österreich  | 246,4  |
| 9    | Andreas Küttel        | Schweiz     | 244,3  |
| 9    | Adam Małysz           | Polen       | 244,3  |
| 11   | Martin Schmitt        | Deutschland | 240,1  |
| 12   | Sigurd Pettersen      | Norwegen    | 239,4  |
| 13   | Arthur Pauli          | Österreich  | 235,5  |
| 14   | Janne Happonen        | Finnland    | 232,1  |
| 15   | Denis Kornilow        | Russland    | 232,0  |
| 15   | Roland Müller         | Österreich  | 232,0  |

## Bischofshofen
- Datum: 6. Januar 2008
- Uhrzeit: 16:30 Uhr
- Land:  Österreich
- Schanze: Paul-Außerleitner-Schanze
- Rekordweite:  Janne Ahonen – 136,0 Meter

| Pos. | Springer            | Land        | Punkte |
| ---- | ------------------- | ----------- | ------ |
| 1    | Janne Ahonen        | Finnland    | 251,6  |
| 2    | Anders Bardal       | Norwegen    | 243,6  |
| 3    | Thomas Morgenstern  | Österreich  | 242,7  |
| 4    | Martin Schmitt      | Deutschland | 235,7  |
| 5    | Denis Kornilow      | Russland    | 232,6  |
| 6    | Adam Małysz         | Polen       | 232,1  |
| 7    | Dmitri Wassiljew    | Russland    | 231,9  |
| 8    | Anders Jacobsen     | Norwegen    | 231,2  |
| 9    | Pawel Karelin       | Russland    | 227,9  |
| 10   | Michael Neumayer    | Deutschland | 227,2  |
| 11   | Roman Koudelka      | Tschechien  | 225,8  |
| 12   | Janne Happonen      | Finnland    | 223,5  |
| 13   | Bjørn Einar Romøren | Norwegen    | 223,4  |
| 14   | Arthur Pauli        | Österreich  | 222,0  |
| 15   | Martin Koch         | Österreich  | 221,8  |

Das Springen auf der Paul-Außerleitner-Schanze wird vermutlich wegen der konsequenten Durchführung des ersten Durchgangs in die Geschichte der Tournee eingehen. Gegen Ende des Durchgangs herrschten schlechte Witterungsbedingungen, in deren Folge fünf Springer aus den Top Ten der Weltcup-Wertung den zweiten Durchgang nicht erreichten. In der Gesamtwertung aussichtsreich platzierte Athleten wie Gregor Schlierenzauer, Tom Hilde und Simon Ammann fielen daraufhin weit zurück. Die Rennleitung, vertreten durch Walter Hofer, rechtfertigte die Durchführung des ersten Wertungsdurchgangs mit dem guten Abschneiden des Tournee-Veteranen Janne Ahonen, der trotz der schwierigen Bedingungen auf den dritten Platz nach dem ersten Durchgang sprang. Der zweite Durchgang hingegen verlief ohne nennenswerte Zwischenfälle.

## Gesamtergebnis
| Pos. | Springer              | Land        | Punkte |
| ---- | --------------------- | ----------- | ------ |
| 1    | Janne Ahonen          | Finnland    | 1085,8 |
| 2    | Thomas Morgenstern    | Österreich  | 1066,0 |
| 3    | Michael Neumayer      | Deutschland | 994,9  |
| 4    | Adam Małysz           | Polen       | 979,9  |
| 5    | Dmitri Wassiljew      | Russland    | 977,5  |
| 6    | Andreas Küttel        | Schweiz     | 959,3  |
| 7    | Anders Bardal         | Norwegen    | 958,6  |
| 8    | Martin Schmitt        | Deutschland | 955,9  |
| 9    | Anders Jacobsen       | Norwegen    | 943,2  |
| 10   | Janne Happonen        | Finnland    | 936,6  |
| 11   | Roman Koudelka        | Tschechien  | 932,4  |
| 12   | Gregor Schlierenzauer | Österreich  | 902,3  |
| 13   | Matti Hautamäki       | Finnland    | 899,6  |
| 14   | Tom Hilde             | Norwegen    | 878,3  |
| 15   | Simon Ammann          | Schweiz     | 871,5  |